# Майамский ураган
Майамский ураган 1926 года (англ. 1926 Miami Hurricane) или Великий Майамский ураган (англ. Great Miami Hurricane) — ураган 4 категории по шкале Саффира — Симпсона, который в сентябре 1926 года разрушил город Майами, штат Флорида. Шторм также причинил значительные разрушения и в других районах Флориды, штате Алабама и на Багамских островах. Шторм произвел огромный эффект на экономику региона, прекратил земельный бум 1920-х годов во Флориде и первым вогнал этот штат в Великую депрессию.

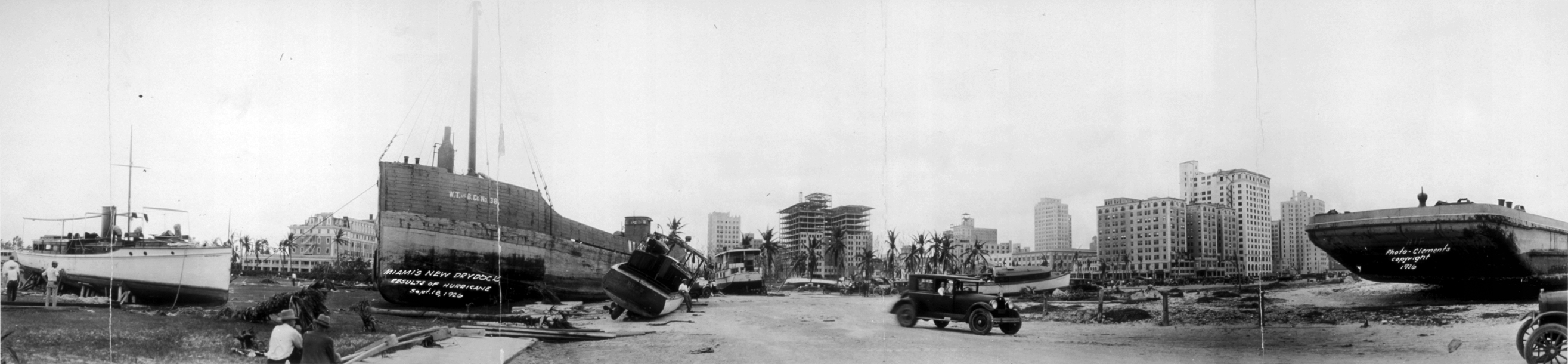
Панорамный вид Майами после урагана; 18 сентября 1926 г.